# Changos de Naranjito 2017
Questa voce raccoglie le informazioni riguardanti i Changos de Naranjito nelle competizioni ufficiali della stagione 2017.

## Organigramma societario
Area direttiva
- Presidente: Alexis Aponte

Area tecnica
- Primo allenatore: Jamille Torres

## Rosa
| N° | Nome             | Ruolo | Data di nascita | Nazionalità sportiva |
| -- | ---------------- | ----- | --------------- | -------------------- |
| 1  | Víctor Cosme     | L     | 8 novembre 1989 | Porto Rico           |
| 3  | Anthony Negrón   | C     | -               | Porto Rico           |
| 4  | Jorge López      | S     | 6 febbraio 1992 | Porto Rico           |
| 5  | Kevin Rodríguez  | P     | 12 agosto 1994  | Porto Rico           |
| 6  | Eddiel Hernández | S     | -               | Porto Rico           |
| 7  | Luis Vega        | S     | 19 giugno 1994  | Porto Rico           |
| 8  | Ángel Rivera     | C     | 12 maggio 1992  | Porto Rico           |
| 9  | Juan Vázquez     | O     | 23 gennaio 1991 | Porto Rico           |
| 10 | Abdiel Rivera    | P     | 13 aprile 1995  | Porto Rico           |
| 11 | Eric Haddock     | S     | 15 giugno 1983  | Porto Rico           |
| 15 | Orlando Santiago | S     | 3 giugno 1996   | Porto Rico           |
| 16 | Sirianis Méndez  | S     | 14 marzo 1983   | Porto Rico           |
| 17 | Iván Cardona     | S     | 17 giugno 1996  | Porto Rico           |
| 18 | Juan Rosa        | L     | 11 agosto 1993  | Porto Rico           |

## Mercato
| Acquisti | Acquisti         | Acquisti                 | Acquisti   |
| R.       | Nome             | da                       | Modalità   |
| -------- | ---------------- | ------------------------ | ---------- |
| L        | Víctor Cosme     | Caribes de San Sebastián | definitivo |
| C        | Anthony Negrón   | Plataneros de Corozal    | definitivo |
| S        | Luis Vega        | Springfield              | definitivo |
| C        | Ángel Rivera     | Indios de Mayagüez       | definitivo |
| P        | Abdiel Rivera    | Plataneros de Corozal    | definitivo |
| S        | Orlando Santiago | Universidad del Este     | definitivo |
| S        | Sirianis Méndez  | Tannourine               | definitivo |
| S        | Iván Cardona     | Politécnica PR           | definitivo |

| Cessioni | Cessioni        | Cessioni      | Cessioni   |
| R.       | Nome            | a             | Modalità   |
| -------- | --------------- | ------------- | ---------- |
| L        | Luis Bertrán    | Baia Mare     | definitivo |
| P        | Lewis Rodríguez | -             | definitivo |
| O        | Gabriel García  | Brigham Young | definitivo |
| C        | Luis Candelario | -             | definitivo |
| L        | Carlos Morales  | -             | definitivo |
| S        | Luis Pabón      | -             | definitivo |
| S        | Ángel Pérez     | -             | definitivo |
| C        | Omar Rivera     | -             | definitivo |

## Risultati

### LVSM

#### Regular season
| 1ª giornata - 8 settembre 2017 Coliseo Gelito Ortega, Naranjito  | Changos de Naranjito | -     | Gigantes de Adjuntas | [ 1 ]                      |
| 2ª giornata - 10 settembre 2017 Coliseo Mario Morales, Guaynabo  | Mets de Guaynabo     | -     | Changos de Naranjito | [ 1 ]                      |
| 3ª giornata - 15 settembre 2017 Coliseo Gelito Ortega, Naranjito | Changos de Naranjito | 1 - 3 | Capitanes de Arecibo | 16-25, 25-17, 23-25, 22-25 |

## Statistiche

### Statistiche di squadra
| Competizione | Punti | In casa | In casa | In casa | In trasferta | In trasferta | In trasferta | Totale | Totale | Totale |
| Competizione | Punti | G       | V       | P       | G            | V            | P            | G      | V      | P      |
| ------------ | ----- | ------- | ------- | ------- | ------------ | ------------ | ------------ | ------ | ------ | ------ |
| LVSM         | 0     | 1       | 0       | 1       | 0            | 0            | 0            | 0      | 0      | 0      |
| Totale       | -     | 1       | 0       | 1       | 0            | 0            | 0            | 0      | 0      | 0      |

G = partite giocate; V = partite vinte; P = partite perse